# Eugène Plon
Eugène Plon, né le 11 juin 1836 à Paris et mort le 31 mars 1895 dans la même ville, est un éditeur et historien de l'art français du XIXe siècle. 
Il est notamment connu pour ses travaux sur la sculpture européenne et pour avoir dirigé la maison d'édition familiale Plon.

## Biographie
Fils de Henri Plon, fondateur de la maison d'édition Plon, Eugène reprend la direction de l'entreprise en 1859. En 1873, il s'associe à son beau-frère Louis-Robert Nourrit et à Émile Perrin pour fonder Plon, Nourrit et Cie. Il joue un rôle actif dans le monde de l'édition, notamment comme président du Cercle de la librairie dans les années 1880.
Il est fait chevalier de la Légion d'honneur en 1877, puis promu officier en 1894.

## Travaux
Passionné par la sculpture et l'histoire de l'art, Eugène Plon publie plusieurs ouvrages remarqués :
- Thorvaldsen, sa vie et son œuvre (1874) — sur le sculpteur danois Bertel Thorvaldsen
- Benvenuto Cellini (1883)
- Les Leoni, sculpteurs italiens au service des Habsbourg (1887)

Ses publications sont saluées par l'Académie des beaux-arts et traduites en plusieurs langues.